# 187
Het jaar 187 is het 87e jaar in de 2e eeuw volgens de christelijke jaartelling.

## Gebeurtenissen

### Europa
- Lucius Septimius Severus trouwt in Gallia Lugdunensis (huidige Lyon) met de rijke Syrische prinses Julia Domna (zijn tweede huwelijk).

## Geboren
- Cao Pi, keizer van het koninkrijk Wei (overleden 226)